# Toxonprucha clientis
Toxonprucha clientis är en fjärilsart som beskrevs av Augustus Radcliffe Grote 1882. Toxonprucha clientis ingår i släktet Toxonprucha och familjen nattflyn. Inga underarter finns listade i Catalogue of Life.